# НХЛ в сезоне 1963/1964

## События
- 4 июня 1963 года. Билл Рэй был назван новым старшим тренером «Чикаго Блэкхокс». Прежней тренер Руди Пилоус был уволен 21 мая. Рэй оставался наставников «Чикаго» на протяжении последующих 13 лет.
- 10 ноября 1963 года. Горди Хоу (Детройт) отобрал ещё один рекорд у Мориса Ришара, забив свой 545 гол в карьере и став первым в истории НХЛ по этому показателю. Хоу забросил рекордную шайбу в победном для «Рэд Уингз» матче против «Монреаля» 3:0
- 25 января 1964 года. Новичок «Чикаго» Фил Эспозито забросил свою первую шайбу в НХЛ, поразив ворота «Детройта». Встреча закончилась победой «Рэд Уингз» 3:5.
- 8 февраля 1964 года. Голкипер «Детройта» Терри Савчук провел свою 804 игру в карьере, побив прежнее высшее достижение среди вратарей НХЛ, принадлежавшее Хэрри Ламли. В юбилейном для Савчука поединке, «Рэд Уингз» победили в Бостон 3:2
- 22 марта 1964 года. Голкипер «Брюинз» Эд Джонстон стал последним вратарем в истории НХЛ проведшим все матчи в регулярном сезоне. В последней игре Джонстон и «Бостон» уступили «Чикаго» 3:4.
- 5 апреля 1964 года. Горди Хоу (Детройт) стал самым результативным игроком в матчах плей-офф в истории НХЛ. Хоу набрал своё 127 очко (в 122 играх) в поединке против «Чикаго», который «Рэд Уингз» проиграли 2:3.

## Регулярный сезон

### Обзор
Свой 19-й сезон в НХЛ Горди Хоу, нападающий «Детройта» начал с 540 голами, всего на четыре меньше рекорда лиги, принадлежащего Морису Ришару.
27 октября в Детройте, в матче против «Канадиэнс», Хоу сравнялся с Ришаром, забросив свою 544 шайбу. Для установления нового рекорда ему потребовалось ещё две недели, но наконец 10 ноября, снова в Детройте и снова против «Канадиэнс» Хоу забил 545 гол, при чём сделал это при игре в меньшинстве.
«Я знал, что он установит рекорд», — сказал Ришар о Хоу. «Он великий хоккеист, и как насчет того, что он забил оба гола (544 и 545) моей старой команде!»
Правда, Ришару для 544 шайб потребовалось провести 978 игр, в то время как Хоу сыграл 1132 матча чтобы достичь показателя в 545 голов.
Победителями регулярного сезона стали «Монреаль Канадиенс», в составе которых играл обладатель Харт Трофи Жан Беливо, а спор за звание лучшего бомбардира разгорелся между одноклубниками «Чикаго» Бобби Халлом и Стэном Микита. Халл забил 43 шайбы, но Микита сделал 50 передач и с 89 очками (39+50) стал первым.
Во время плей-офф «Канадиенс» уже в полуфинале в семи матчах уступили «Мэйпл Лифс», которые в итоге завоевали свой третий Кубок Стэнли подряд.

### Турнирная таблица
| # | Команда            | Игр | В  | Н  | П  | ШЗ  | ШП  | Очки |
| - | ------------------ | --- | -- | -- | -- | --- | --- | ---- |
| 1 | Монреаль Канадиенс | 70  | 36 | 13 | 21 | 209 | 167 | 85   |
| 2 | Чикаго Блэкхокс    | 70  | 36 | 12 | 22 | 218 | 169 | 84   |
| 3 | Торонто Мэйпл Лифс | 70  | 33 | 12 | 25 | 192 | 172 | 78   |
| 4 | Детройт Ред Уингз  | 70  | 30 | 11 | 29 | 191 | 204 | 71   |
| 5 | Нью-Йорк Рейнджерс | 70  | 22 | 10 | 38 | 186 | 242 | 54   |
| 6 | Бостон Брюинз      | 70  | 18 | 12 | 40 | 170 | 212 | 48   |

## Плей-офф

### Обзор
«Торонто» занял в чемпионате только третье место. В феврале менеджер/тренер «Мэйпл Лифс» Панч Имлач отдал пять игроков в «НЙ Рейнджерс» за Энди Бэйтгэйта и Дона МакКенни, и именно эта сделка помогла «кленовым листьям» третий год подряд выиграть Кубок Стэнли — в полуфинале против «Монреаля» Бэйтгэйт и МакКенни были неудержимы, забросив девять шайб и сделав 12 передач на двоих.
В финальной серии, так же как и в серии против «Монреаля», «Мэйпл Лифс» проигрывали после пяти матчей 2-3. В шестом поединке героем стал защитник «Торонто» Боб Баун, который в основное время покинул лед с посторонней помощью после того, как в его ногу попала шайба после щелчка Горди Хоу.
Получив обезболивающий укол и перевязав ногу, Баун вернулся на площадку в дополнительное время и именно его бросок на третьей минуте овертайма склонил чашу весов на сторону «Мэйпл Лифс».
Используя вне льда при хотьбе костыли, Баун все же вышел в составе «Торонто» на решающий седьмой поединок и не пропустил ни одной своей смены. На этот раз он не набрал очков, но это было и не нужно — его одноклубники довели серию до победы.
Сделанный рентген уже после завершения плей-офф показал наличие у Бауна перелома лодыжки, в чём сам хоккеист и не сомневался.

### ½ финала
| - 26 марта. Монреаль - Торонто 2:0 - 28 марта. Монреаль - Торонто 1:2 - 31 марта. Торонто - Монреаль 2:3 - 2 апреля. Торонто - Монреаль 5:3 - 4 апреля. Монреаль - Торонто 4:2 - 7 апреля. Торонто - Монреаль 3:0 - 9 апреля. Монреаль - Торонто 1:3 Итог серии: Монреаль - Торонто 3-4 | - 26 марта. Чикаго - Детройт 4:1 - 29 марта. Чикаго - Детройт 4:5 - 31 марта. Детройт - Чикаго 3:0 - 2 апреля. Детройт - Чикаго 2:3 ОТ - 5 апреля. Чикаго - Детройт 3:2 - 7 апреля. Детройт - Чикаго 7:2 - 9 апреля. Чикаго - Детройт 2:4 Итог серии: Чикаго - Детройт 3-4 |

### Финал
- 11 апреля. Торонто - Детройт 3:2
- 14 апреля. Торонто - Детройт 3:4 ОТ
- 16 апреля. Детройт - Торонто 4:3
- 18 апреля. Детройт - Торонто 2:4
- 21 апреля. Торонто - Детройт 1:2
- 23 апреля. Детройт - Торонто 3:4 ОТ
- 25 апреля. Торонто - Детройт 4:0

Итог серии: Торонто - Детройт 4-3

## Статистика
По итогам регулярного чемпионата
- Очки

1. Стэн Микита (Чикаго) — 89

- Голы

1. Бобби Халл (Чикаго) - 43

- Передачи

1. Энди Батгейт (Нью Йорк / Торонто) — 58

- Штраф

1. Вик Хэдфилд (Нью Йорк) - 151

## Индивидуальные призы
| Приз                                     | Победители              |
| ---------------------------------------- | ----------------------- |
| Харт Трофи (лучшему игроку сезона)       | Жан Беливо (Монреаль)   |
| Везина Трофи (лучшему вратарю)           | Чарли Ходж (Монреаль)   |
| Джеймс Норрис Трофи (лучшему защитнику)  | Пьер Пилот (Чикаго)     |
| Леди Бинг Трофи (за джентльменскую игру) | Кенни Уоррэм (Чикаго)   |
| Колдер Трофи (лучшему новичку)           | Жак Лаперрье (Монреаль) |
| Арт Росс Трофи (лучшему бомбардиру)      | Стэн Микита (Чикаго)    |